# Crying Sun
Crying Sun è un brano dei Radio Birdman pubblicato originalmente sull'album Living Eyes del 1981.
Nel 1983 è stato inciso dal supergruppo dei New Race e pubblicato come singolo dalla Citadel.
Sul lato B è presente la reinterpretazione di Gotta Keep Movin' degli MC5.

## Tracce

### Lato A
- Crying Sun (Deniz Tek/Warwick Gilbert)

### Lato B
- Gotta Keep Movin' (Dennis Thompson)

## Formazione
- Rob Younger - voce
- Deniz Tek - chitarra & Cori
- Ron Asheton - chitarra
- Warwick Gilbert - basso
- Dennis Thompson - batteria